# Masanobu Tsuji
Masanobu Tsuji (11 octobre 1901 à Higashitanioka (ja) (maintenant Kaga)-Après 1961) est un militaire et homme politique japonais ultra-nationaliste.
Il rentre dans l'armée en 1924. Pendant la Seconde Guerre mondiale, le colonel Tsuji sert en Chine, en Birmanie, en Malaisie, aux Philippines et à Guadalcanal.
Bien que n'ayant jamais été poursuivi après la guerre pour crimes de guerre, il est impliqué dans plusieurs crimes commis par l'armée impériale japonaise pendant la guerre, notamment lors de la bataille de Singapour et la marche de la mort de Bataan.
Après la guerre, il se cache en Thaïlande pour éviter les poursuites. À son retour au Japon, il est élu député du Parti libéral-démocrate. Il est l'auteur de plusieurs ouvrages à succès dans lesquels il raconte les combats auxquels il a participé, notamment lors de la conquête de Singapour.
Il disparaît en avril 1961 lors d'un voyage au Laos, peut-être victime de la guerre civile qui y sévissait.

## Publications
- Japan's Greatest Victory, Britain's Worst Defeat, Spellmount, 2007
- Singapore 1941-1942: The Japanese version of the Malayan Campaign of World War II, OUP, 1988